# Békéscsabai MÁV SE
A Békéscsabai MÁV Sport Egyesület egy békéscsabai labdarúgóklub, ami a Békés megyei I. osztályban  szerepel jelenleg. A szerény költségvetésű klub a 2008-2009-es szezonban lett a megye II. bajnoka. A város 5 csapata közül a Békéscsaba 1912 Előre után a Jamina SE-ével holtversenyben a második legmagasabban jegyzett klub. A klubszínei piros-fehér-fekete.

## Induló
A MÁV SE indulóját a Titkolt Ellenállás, magyar hazafias érzelmű és szövegvilágú zenekar írta meg. A zenei alapja a The Beastie Boys - (You Gotta) Fight For Your Right (To Party) szolgáltatja. A felvételen a csapattagok is közreműködtek.
| „                             | Piros-fehér és fekete a csapatunk színe, Ebben minden Lokistának benne van a szíve! Ha te is velünk vagy, akkor neked mindent szabad, de ha mégsem akkor nagyon húzd meg magad! Egyek vagyunk! Szurkolunk! Halálig! A csapatunk sínen van ez nem is lehet vitás, A MÁV-os srácokban van mindig elég kapacitás! Mi a pályán vagyunk olyanok mint a ringben Rocky, És mindannyian ezt kiáltjuk: Hajrá, Loki!!! Egyek vagyunk! Szurkolunk! Halálig! A csúcs felé száguld velünk bizony ez a vonat, Bátran törtet előre és sohasem tolat! Segítünk és bátorítunk míg van bennünk erő, Hogy a meccseken mindig te legyél a nyerő! Egyek vagyunk! Szurkolunk! Halálig... | ” |
| – Titkolt Ellenállás & Máv SE | |   |